# Duwakot
Duwakot (nepalski: दुवाकोट) – gaun wikas samiti w środkowej części Nepalu w strefie Bagmati w dystrykcie Bhaktapur. Według nepalskiego spisu powszechnego z 2001 roku liczył on 1170 gospodarstw domowych i 6290 mieszkańców (3084 kobiet i 3206 mężczyzn).